# The Voice van Vlaanderen (seizoen 8)
Het achtste seizoen van The Voice van Vlaanderen vond plaats in het najaar van 2022. Coaches dit seizoen zijn Koen Wauters, Natalia Druyts, Mathieu Terryn en Jan Paternoster. Laura Tesoro trad opnieuw aan als Comeback Coach. Laura vervoegde de andere coaches vanaf de liveshows met haar klaargestoomde talenten.

## Liveshows

### Liveshow 1
In de liveshows zijn er nog drie kandidaten per team. Ook Laura's team treedt voor het eerst aan in de liveshows, met een team samengesteld uit kandidaten die net niet de liveshows haalden bij een ander team. 
|   | Coach           | Kandidaat | Lied                 | Resultaat                |
| - | --------------- | --------- | -------------------- | ------------------------ |
| 1 | Laura Tesoro    | Ashley    | Warrior              | Uitgeschakeld            |
| 2 | Laura Tesoro    | Tessa     | Love in the Dark     | Gekozen door het publiek |
| 3 | Laura Tesoro    | Néhémie   | Cry Me a River       | Gekozen door de coach    |
| 1 | Jan Paternoster | Marilou   | No One Knows         | Gekozen door de coach    |
| 2 | Jan Paternoster | Wesley    | Suspicious Minds     | Gekozen door het publiek |
| 3 | Jan Paternoster | Ilaria    | Snap                 | Uitgeschakeld            |
| 1 | Mathieu Terryn  | Evert     | Gran Torino          | Gekozen door het publiek |
| 2 | Mathieu Terryn  | Yente     | Liability            | Gekozen door de coach    |
| 3 | Mathieu Terryn  | Kaat      | Forget Me            | Uitgeschakeld            |
| 1 | Natalia         | Ruben     | When I Was Your Man  | Gekozen door de coach    |
| 2 | Natalia         | Julot     | Love Me Now          | Uitgeschakeld            |
| 3 | Natalia         | Louise    | Believe              | Gekozen door het publiek |
| 1 | Koen Wauters    | Rosann    | Dat heb jij gedaan   | Gekozen door de coach    |
| 2 | Koen Wauters    | Johan     | Set Fire to the Rain | Gekozen door het publiek |
| 3 | Koen Wauters    | Louise    | Running Up That Hill | Uitgeschakeld            |

### Liveshow 2
|   | Coach   | Artiest | Lied                 | Resultaat                |
| - | ------- | ------- | -------------------- | ------------------------ |
| 1 | Natalia | Ruben   | Georgy Porgy         | Uitgeschakeld            |
| 2 | Natalia | Louise  | In The Stars         | Gekozen door de coach    |
| 1 | Jan     | Marilou | Little Lies          | Uitgeschakeld            |
| 2 | Jan     | Wesley  | Loyalty              | Gekozen door de coach    |
| 1 | Koen    | Rosann  | Creep                | Gekozen door de coach    |
| 2 | Koen    | Johan   | Nothing Else Matters | Gekozen door het publiek |
| 1 | Laura   | Laura   | Afterglow            | Uitgeschakeld            |
| 2 | Laura   | Néhémie | Lift Me Up           | Gekozen door het coach   |
| 1 | Mathieu | Yente   | I Kissed a Girl      | Gekozen door het publiek |
| 2 | Mathieu | Evert   | Somebody to Love     | Gekozen door de coach    |

### Liveshow 3
Elke halvefinalist zingt een nummer solo, en een duet met de coach. Er worden vijf finalisten gekozen door het publiek. 
| Rang | Coach   | Artiest | Nummer                                               | Resultaat     |
| ---- | ------- | ------- | ---------------------------------------------------- | ------------- |
| 1    | Jan     | Wesley  | Stand by Me Wild Thing (duet)                        | Finalist      |
| 2    | Laura   | Néhémie | Say My Name Cuff It (duet)                           | Uitgeschakeld |
| 3    | Koen    | Rosann  | Porselein Somewhere Only We Know (duet)              | Uitgeschakeld |
| 4    | Mathieu | Evert   | If I Ain't Got You Kronenburg Park (duet)            | Finalist      |
| 5    | Koen    | Johan   | Angels Like You You're a Friend of Mine (duet)       | Finalist      |
| 6    | Natalia | Louise  | Crazy There Must Be an Angel (Playing with My Heart) | Finalist      |
| 7    | Mathieu | Yente   | Strange Watermelon Sugar (duet)                      | Finalist      |

### Finale
| Rang | Coach   | Artiest | Nummer         | Gem. nummer    | Bis nummer           | Resultaat     |
| ---- | ------- | ------- | -------------- | -------------- | -------------------- | ------------- |
| 1    | Koen    | Johan   | Beautiful Day  | Last Christmas | Nothing Else Matters | 2de plaats    |
| 2    | Mathieu | Yente   | Vienna         | Last Christmas |                      | Uitgeschakeld |
| 3    | Jan     | Wesley  | Hey Brother    | Last Christmas |                      | Uitgeschakeld |
| 4    | Natalia | Louise  | I will survive | Last Christmas | Crazy                | Winnaar       |
| 5    | Mathieu | Evert   | Half a Man     | Last Christmas | Bad Habit            | 3de plaats    |